# 中田乡 (雷波县)
中田乡，是中华人民共和国四川省凉山彝族自治州雷波县曾经下辖的一个乡。2020年6月，撤销中田乡，原中田乡所属行政区域划归黄琅镇管辖。

## 行政区划
中田乡撤销前下辖以下地区：
中田村、店子坪村、干池塘村、金海村、银厂村和沙湾村。